# Шарыгина, Анна Борисовна
Анна Борисовна Шарыгина (укр. Ганна Борисівна Шаригіна; род. 1978) — украинская феминистка и активистка LBGT.. Соучредитель ассоциации женщин «Сфера», лесбийской феминистской организации в Харькове и общественной организации «Киев Прайд», организационного комитета гей-парада в Киеве.

## Биография
Анна Шарыгина родилась в 1977 году. В 2006 году она окончила школу по правам человека Docudays, обучение общественной деятельности прошла на российском лесбийском форуме «Волга», затем продолжала вести психологические консультации на украинском портале «Феминизм» совместно с Лаймой Гейдар.
Анна Шарыгина и её партнерка Вера Черныгина уже более десяти лет принимают участие в украинском сообществе LBGT и лесбийских организациях. Они организовали первые публичные шествия по Киеву за равенство. Вместе с единомышленниками основали лесбийскую организацию «Сфера» в Харькове. Анна Шарыгина окончила аспирантуру Харьковского национального университета, тема её научного исследования — гендерная идентичность и сексуальная ориентация.
Первый прайд-парад состоялся в Киеве 2013 года, а затем в 2014 году был перерыв. Второе такое шествие пог улицам Киева за равенство, которое состоялось в 2015 году, сопровождалось полицией и имело поддержку ряда общественных деятелей. Однако марш длился всего 15 минут из-за чрезвычайно массового насилия против участников акций. Также в этом году впервые к публичному мероприятию Киевпрайда присоединились трое drag-queen. Десять человек, включая работников милиции, которые охраняли событие, получили ранения.
Большое значение для этого имели законодательные изменения. 12 ноября 2015 с третьей попытки народные депутаты Верховной Рады Украины приняли новый Закон Украины «О внесении изменений в Кодекс законов о труде Украины относительно гармонизации законодательства в сфере предотвращения и противодействия дискриминации с правом Европейского Союза» (законопроект № 3442). Он запрещает любую дискриминацию в сфере труда: нарушение принципа равенства прав и возможностей, прямое или косвенное ограничение прав работников в зависимости от расы, цвета кожи, политических, религиозных и иных убеждений, пола, гендерной идентичности, сексуальной ориентации, этнического, социальной и иностранного происхождения, возраста, состояния здоровья, инвалидности, подозрения или наличия заболевания ВИЧ / СПИД, семейного и имущественного положения, семейных обязанностей, места проживания, членства в профессиональном союзе или другом объединении общин н, участия в забастовке, обращения или намерения обращения в суд или другие органы за защитой своих прав или предоставление поддержки другим работникам в защите их прав, по языковым или другим признакам, не связанным с характером работы или условиями её выполнения.
В то же время, данный закон вызвал некоторое сопротивление в украинском обществе. В частности, представители украинских церквей, признали эти изменения в законодательстве несбалансированными. Потому что, по их мнению, проект создан с целью уточнения положений Закона Украины «О принципах предотвращения и противодействия дискриминации в Украине» в соответствии с актами законодательства ЕС, имплементация которых предусмотрена Соглашением об ассоциации между Украиной и Европейским Союзом. Статья 1 Закона предлагается дополнить новыми определениями, а именно «множественная дискриминация», «виктимизация», «дискриминация по ассоциации», «разумное приспособление» и «отказ в разумном приспособлении». Также законопроект предусматривает введение штрафов за нарушения, связанные с дискриминацией, и одновременно декриминализации преступлений в сфере нарушения равноправия граждан, в том числе по признаку религиозных убеждений.
В следующем 2016 году марш гордости в Киеве прошел практически без проблем. Это достижение для ЛГБТ-сообщества в Украине. «Терум» потому, что в предыдущем году на мероприятии насилие.. С каждым годом количество участников растет. Так, в 2018 году на него пришло 3500 участников.
Феминистическая деятельность Анны Шарыгиной сопровождается постоянной оппозицией в Украине. Когда она читала лекцию о движение ЛБГТ в харьковском книжном магазине, встречу нужно было переносить дважды: сначала в харьковский пресс-центр «Накипело», а потом в киевский центр «Изоляция». Харьковский общественный центр PrideHub подвергся нападению неизвестных в масках с дымовыми гранатами в июле 2018 года. Позже здание было обрисовано граффити и облито кровью животных. Хотя жалобы направлялись в отделы полиции, и, в частности, более 1000 писем с жалобами, было адресовано министру внутренних дел Арсену Авакову, за подобные правонарушения никто не был наказан.
Активистка обращает внимание, что украинская лесбиянка страдает от тройной дискриминации: как женщина, как гомосексуальная женщина и ещё через внутреннюю дискриминацию в ЛГБТ-движении:
«Причем дискриминация гомосексуальных женщин иная, чем дискриминация гомосексуальных мужчин. Как правило, к мужчинам относятся враждебно агрессивно, физически агрессивно, их могут побить. В украинском обществе есть иерархия всего, так же есть иерархия дискриминации. Поэтому если тебя избили, то это считается действительно преступлением и дискриминацией.

Но если тебя не воспринимают всерьез? Если тебя не замечают, если над тобой шутят плохо - это ... ничего.»
В марте 2019 года Анна Шарыгина была среди тех, кто проводил Неделю женской солидарности в Харькове на первой неделе марта:
«Цель мероприятия - вернуться к первоначальной сущности Международного женского дня, когда женщины объединяются в борьбе за свои права. Это день женской солидарности, а не букеты и сладости. Неделя женской солидарности - это прежде всего образовательный проект, и мы объединены не против чего-то, а для развития женщин, женских общин и всего украинского общества».
«КиевПрайд-2019» проходил в Киеве с 16 по 22 июня 2019 года. Традиционный финал «КиевПрайда» — Марш равенства, состоялся 23 июня. Всего в мероприятиях участвовали около 8000 человек.. Также в декабре по инициативе активистки выпущен календарь на 2020 год с историями 13 ЛГБТ-людей.
В январе 2020 года Анна Шарыгина раскритиковала Майка Помпео за то, что он посещал Украину, но не нашел времени встретиться с украинскими лидерами движения ЛГБТ.
Анна Шарыгина также скептически оценила создание в Верховном Совете Украины межфракционное объединение «Ценности, достоинство, семья», в который вошло более 300 нардепов. Целью межфракционного депутатского объединения «защита вечных ценностей украинского общества и противодействие попыткам уничтожить фундаментальное естественное право ради политической моды».
В 2020 году проведение  Марша равенства 2020  «КиевПрайда» изначально планировалось в Киеве на воскресенье 21 июня. Лозунгом шествия в этом году будет «Быть разными хорошо вместе».. Однако, из-за распространения коронавируса, введение карантина и чрезвычайной ситуации в Киеве и Киевской области «КиевПрайд-2020» переносит Марш равенства 2020 и «ПрайдМесяц» на неопределенный срок. Новую дату объявят после официального окончания карантина.

## Ссылка
- Story no.11. Anna Sharyhina, Gay Alliance Ukraine, Nov 25, 2015.
- Chanelle Grand, Portrait: Anna Sharyhina, et militante directrice de la marche de la fierté LGBT en Ukraine, STOP Homophobie, 5 October 2015.
- Hanna Sokolova, anna-sharyhina-interview-en/ «When we compromise, it’s as if we admit we’re not equal»: Anna Sharyhina on feminism and LGBT rights in Ukraine, openDemocracy, 22 May 2019.